# Jachta

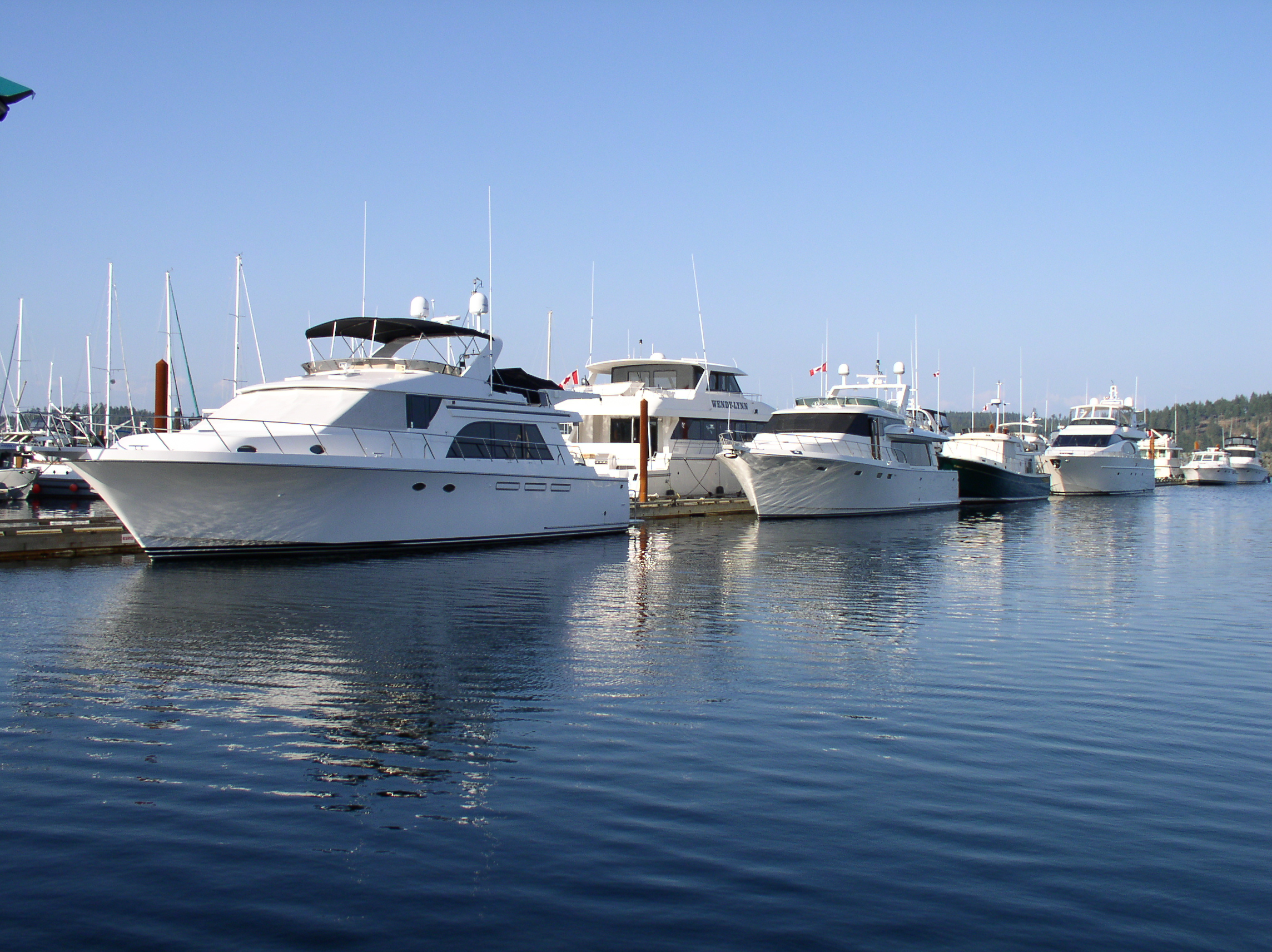
Motorová jachta

Jachta je označení pro poměrně široké spektrum malých lodí v historii i současnosti. Původně se jednalo o malé vojenské lodě, dnes se termín používá především pro lodě sportovní a rekreační.

## Historie
Termín jachta pochází z nizozemského jacht, což znamená lov. Tento typ lodi byl vyvinut v první polovině 17. století a používal se k boji proti pirátům. Jednalo se o 15–23 m dlouhou loď ozbrojenou maximálně 10 lehkými děly. Výtlak se pohyboval mezi 100–200 tunami.
Poté, co se na jedné z těchto lodí vrátil Karel II. Stuart do Anglie a 15 těchto plavidel zařadil do britského námořnictva, vešla jachta ve známost i jako plavidlo pro vysoce postavené osobnosti. Jednu jachtu z roku 1640 vlastnil například car Petr Veliký